# Dynamine zetes
Dynamine zetes är en fjärilsart som beskrevs av Ménétriés 1832. Dynamine zetes ingår i släktet Dynamine och familjen praktfjärilar. Inga underarter finns listade i Catalogue of Life.